# Black Mirror: Bandersnatch
Black Mirror: Bandersnatch (também referido simplesmente como Bandersnatch) é um filme de ficção interativo da série de televisão antológica Black Mirror, lançado em 2018. Escrito pelo criador da série, Charlie Brooker, e dirigido por David Slade, o filme foi lançado na Netflix em 28 de dezembro de 2018 como o primeiro episódio com escolhas.
Bandersnatch é uma narrativa interativa no qual os telespectadores podem tomar decisões para o personagem principal, um programador jovem (Fionn Whitehead), que adapta um romance de fantasia a um videogame durante os anos de 1980. Um breve tutorial, específico ao dispositivo em que o episódio está sendo reproduzido, explica ao telespectador como tomar as decisões. Há dez segundos para fazê-las, ou uma decisão é tomada de modo aleatório. Quando a jogatina termina, o telespectador tem a chance de voltar atrás e mudar alguma decisão.

## Enredo
Um sucinto tutorial, específico ao tipo de dispositivo de reprodução, explica ao telespectador a como tomar decisões. É ofertado um tempo de dez segundos para decidir o que há de ser feito, ou uma decisão aleatória é escolhida. Ao final da jogatina, o telespectador tem a opção de retroceder e mudar o que foi escolhido. A exibição tem, em média, 90 minutos, mas caso o caminho escolhido seja menor, tem duração de 40 minutos. No total, são 150 minutos de episódio divididos em 250 segmentos.
Em 1984, na Inglaterra, Stefan Butler (Fionn Whitehead), um programador de 19 anos, sonha em adaptar seu livro-jogo intitulado de Bandersnatch, do escritor Jerome F. Davis (Jeff Minter), no que ele acredita ser um videogame revolucionário de aventura. Butler produz o jogo para a empresa Tuckersoft, que é gerenciada por Mohan Thakur (Asim Chaudhry), que emprega o desenvolvedor de jogos Colin Ritman (Will Poulter). Butler tem a opção de aceitar ou rejeitar a ajuda da empresa em relação à roteirização de sua história.
Se Butler aceita a oferta, Ritman afirma que ele escolheu "o caminho errado" e faz com que viva o dia novamente, tendo a mesma escolha oferecida. Se ele aceita novamente, o filme termina. Se ele rejeita, começa a trabalhar na criação de seu próprio jogo. Ademais, Butler vai à terapeuta Dra. R. Haynes (Alice Howe) a fim de discutir sobre a morte de sua mãe quando, à época, tinha cinco anos de idade. Sua mãe perdeu a vida num trem descarrilhado após ter pedido seu trem diário, pois Butler não sairia de casa sem seu brinquedo.
Butler começa a sentir que está sendo controlado por forças externas. Quando entra num colapso mental, o telespectador tem a chance de explicar para Butler, por meio de seu computador de 1984, que a Netflix está enviando-o sinais do século 21. Em outros caminhos, o telespectador tem a opção de fazer com que Butler mate seu pai, Peter (Craig Parkinson), enterrá-lo e retalhá-lo, e subsequentemente matar ou libertar Ritman. De acordo com a Netflix, existem cinco principais términos, com variações dentro de cada um.

## Produção
Bandersnatch é um filme de ficção interativa no qual os telespectadores são submetidos a diversos questionamentos para ensejar uma decisão final envolvendo o protagonista. O lançamento ocorreu em 28 de dezembro na Netflix, estando disponível em 28 idiomas. Netflix havia previamente lançado programas interativos para o público infantil, como Puss in Book. Em 2015, lançou, em parceria com a Telltale Games, a série interativa Minecraft: Story Mode, em novembro de 2018. Bandersnatch, no entanto, foi o primeiro lançamento deste gênero para o público adulto.
O filme foi escrito pelo roteirista Charlie Brooker. Juntamente com a produtora Annabel Jones, foram contatados pela Netflix, em maio de 2017, acerca da criação de um episódio interativo; inicialmente, especulou-se rejeitar a oferta, devido à ausência de ininterruptibilidade em filmes interativos lançados. Contudo, durante um encontro para a composição do roteiro, conceberam um enredo que funcionaria diretamente com um filme interativo, baseado num livro-jogo de um programador. Com primazia, Brooker imaginou o filme como tendo uma história clara, mas com diferentes cenas ao fim; por fim, teve a ideia de fazer com que a obra oferecesse opções de escolha e as incorporasse. Devido à sugestão da Netflix, escreveu 170 páginas de roteiro no Twine, uma ferramenta de ficção interativa, além do Scrivener, Final Draft e no Bloco de Notas. A estrutura do filme levou muito tempo para ser feita, e o roteiro foi submetido a, pelo menos, sete diferentes versões.
Sendo o primeiro filme interativo para adultos da Netflix, Bandersnatch requisitou decisões mais complexas do que os trabalhos antigos, levando a equipe de produção da Netflix a criar uma ferramenta de interação intitulada Branch Manager. Serviços de streaming necessitam de duas formas de busca antecipada de instruções, o que significa que Bandersnatch poderia não estar disponível em outro dispositivos, no Chromecast ou na Apple TV. A fim de familiarizar telespectadores que não tiveram experiência com esse tipo de interação, o filme inclui uma decisão sutil e trivial de qual cereal que Stephan irá comer; isso não só mostra como as decisões serão apresentadas durante o filme, mas também como são memoradas pela Netflix. O filme progride numa decisão pré-definida, caso o usuário não responda às indagações apresentadas.
Há vários caminhos possíveis que os telespectadores podem escolher. Houve discussões sobre a quantidade de escolhas que o telespectador deveria fazer e como o filme deveria compassar. As histórias e as ramificações do roteiro continuaram a sofrer expansão durante a pré-produção. Bandersnatch estrela Fionn Whitehead, que apareceu no filme de 2017 Dunkirk; Will Poulter, presente em The Maze Runner e Detroit; o comediante Asim Chaudhry, estrela do mockumentary People Just Do Nothing. A produção levou oito meses, enquanto as filmagens ocorreram dentro de 37 dias..

## Especulação da mídia
Em 5 de março de 2018, a Netflix anunciou, por meio das redes sociais, que série seria renovada para uma quinta temporada. Em abril de 2018, o site Digital Spy informou que as filmagens haviam sido iniciadas em Croydon, na Inglaterra. Neste mesmo anúncio, foi informado que o filme-episódio seria intitulado de Bandersnatch.
Em outubro de 2018, a agência Bloomerang News informou que, de acordo com uma fonte anônima, um episódio interativo de Black Mirror estava sendo planejado ao lado de vários outros especiais interativos, cujo lançamento ocorreria, primariamente, em 2018. Um porta-voz, quando questionado pelo portal The Verge, respondeu: "Obrigado por entrar em contato! [No filme], você tem a possibilidade de escolher sua própria resposta através da Netflix: isso ou aquilo".
No final de novembro e no início de dezembro, foi divulgado que usuários do Twitter haviam descoberto uma publicação excluída da conta oficial da Netflix, que continha uma lista de datas de estreia, incluindo Black Mirror: Bandersnatch para 28 de dezembro de 2018. O filme foi certificado pelo Korea Media Rating Board e pelo Dutch Media Rating Board, informando uma duração de 5 horas e 12 minutos.
Em 19 de dezembro de 2018, a Netflix adicionou o título Black Mirror: Bandersnatch como um dos futuros lançamentos. A adição fazia referência ao episódio da série de mesmo nome. Em diferentes países, foi especulado que a duração seria de 2 minutos, 36 minutos e 90 minutos. No final de dezembro, a mídia divulgou uma imagem do elenco e uma alegação de que David Slade dirigiria o episódio. Em 27 de dezembro de 2018, a Netflix lançou um trailer de 90 de segundos do filme, apresentando a música "Relax", da banda inglesa Frankie Goes to Hollywood, e a confirmação do lançamento para 28 de dezembro.

## Análise

O glifo de "White Bear" reaparece em Bandersnatch.

O termo "bandersnatch" é originário de uma criatura fictícia do romancista Lewis Carroll, que aparece nos poemas "Jabberwocky" e "The Hunting of the Snark", ambos de 1870. A empresa Imagine Software havia planos de criar um jogo com o mesmo termo. Apesar dos inúmeros projetos trabalhados pela organização, o jogo Bandersnatch nunca foi lançado devido à falência da empresa, em 1984. O videogame era tido como um easter egg do segundo episódio da terceira temporada da série, Playtest. Adicionalmente, a história contém elementos dos trabalhos do escritor norte-americano Philip K. Dick, cujo romance, Ubik, é visualmente referenciado no filme. Ademais, Bandersnatch contém elementos de terror, ficção científica e uma ambientação da década de 1980. David Griffin, do portal IGN, compara o filme à aventura da série de jogos The Walking Dead e ao jogo Detroit: Become Human.

## Recepção
O filme recebeu análises positivas da crítica especializada, denotando aclamação generalizada. Stuart Heritage, do The Guardian, escreveu: "Bandersnatch é uma obra de arte sofisticada que, analisada através do ponto de vista do telespectador, parece ininterrupta. [...] Mais memorável ainda é a ambição do roteiro. Baseado superficialmente no lançamento de um jogo também chamado Bandersnatch, o filme é, essencialmente, a história do desafio da vida de um homem. [...] A genuidade de Bandersnatch presente na crítica da interatividade. Durante o filme, Stefan não começa apenas a questionar sua liberdade quando alguém tenta impor-lhe decisões, mas também desvirtuar os limites dúbios que lhe são impostos. Num espaço de 90 minutos, Brooker popularizou uma nova forma de roteiro, identificando seus tropos e desmantelando um por um. Em consideração, Bandersnatch é, de fato, de tirar o fôlego".
Numa análise para o IndieWire, Liz Shannon Miller escreveu: "A ilusão do controle, presente na tela e na vida real, é o grande problema dessa grande e deliciosa experiência de interação. Se Brooker tivesse escolhido uma abordarem mais literal, em função da ideia de narração interativa, o episódio seria enfadonho. Ao invés disso, ele transformou essa possibilidade numa narrativa sobre o quão difícil é contar histórias desse gênero, inclinando para contextos metalinguísticos ao questionar a sensação de liberdade natural. [...] Minha experiência pessoal como usuária foi clara e sem problemas; não existiam barreiras tecnológicas que poderiam causar frustração, e o sistema era extremamente inteligente na tomada de decisões". Ed Cumming, do The Independent, avaliou o filme com 4 estrelas de 5, dizendo: "Esse tipo de narrativa já foi testada antes, mas nunca de modo visível, sofisticado e maduro. O senso lancinante, no entanto, é que dentro do contexto em que foi criado, todos os prazeres de Bandersnatch são antiquados. Muitos deles poderiam ter sido conquistados sem mecanismos dei interação, também. Poulter, com seus óculos à Assassino do Zodíaco e seu cabelo oxigenado roubam a maioria das cenas. O design, que poderia ter sido facilmente desenvolvido como uma viagem nostálgica e direta à infância de Brooker, é agourento e claustrofóbico".
Ed Power, numa análise de nota máxima para o The Daily Telegraph, escreveu: "Bandersnatch é uma meditação da sanidade, da liberdade e da verdadeira composição do mundo que nos rodeia. Aficionados em Black Mirror apreciarão muito mais easter eggs. [...] A função interativa é o que realmente causa impacto – provida, é claro, do convencimento de que você pode controlá-la. As performances são grandes. Whitehead encontra-se fascinante, enquanto outros personagens irradiam uma ameaça indiscreta, de modo que nunca é claro se eles são genuinamente assustadores ou se a estranheza é uma manifestação da paranoia de Stefan. Ao dar ao telespectador um pouco de possibilidade de escolha, o episódio mais perturbador de Black Mirror argumenta, de forma vigorosa, que nenhum de nós está realmente no controle de nada".